# Akamasacris
Akamasacris is een geslacht van rechtvleugeligen uit de familie veldsprinkhanen (Acrididae). De wetenschappelijke naam van dit geslacht is voor het eerst geldig gepubliceerd in 2003 door Cigliano & Otte.

## Soorten
Het geslacht Akamasacris omvat de volgende soorten:
- Akamasacris amplius Cigliano & Otte, 2003
- Akamasacris huarubeius Cigliano & Otte, 2003
- Akamasacris jubaamius Cigliano & Otte, 2003
- Akamasacris sinus Cigliano & Otte, 2003
- Akamasacris variabilis Scudder, 1897